# キンキンのルンペン大将
『キンキンのルンペン大将』（キンキンのルンペンたいしょう）は、1976年公開の日本映画。
企画・主演はキンキンの愛称で知られる愛川欽也。
本作は「網走番外地シリーズ」といった任侠アクションものや『徳川いれずみ師 責め地獄』といった異常性愛路線作品で有名な石井輝男監督が撮った数少ない喜劇映画である。

## ストーリー
うだつの上がらない男、二宮（愛川）は、妻の君子（三島）が毎日のように口うるさく自分を咎めるので、一念発起し山形県から上京するが、一日にして金を失ってしまう。上野の山にたどり着いた彼はルンペンたちに出会う。もともと疎外されがちだった彼は、ルンペンたちのまとめ役である遠藤大五郎の厚意に甘える。ある日、彼は白川秋子という女性と親しくなるも、ルンペンであることを打ち明けられず、靴問屋の住み込みの職を得る。

## キャスト
- 二宮清十郎：愛川欽也
- 白川秋子：坂口良子
- 山田信介：星正人
- 遠藤大五郎：伴淳三郎
- 駒井鉄五郎：田中邦衛
- 権造：相馬剛三
- 二宮君子：三島ゆり子
- オカマのユキ子：砂塚秀夫
- ヒゲ面のオカマ：団巌
- 保線区主任：小林亜星
- 有閑マダム：松井康子、春川ますみ
- 君子の助手：岡久子
- 道子：星野みどり
- 道子の母：風見章子
- 食堂のレジの女：章文栄
- 食堂のレジの親父：南利明
- 食堂のレジの店員：久地明、横山繁
- 交通警官：湯原昌幸
- ジュース屋：武智豊子
- 靴問屋の親父：殿山泰司
- パトロール：伊達弘、今野雄二
- 東陽軒の女店員：鰐淵晴子
- 職安の係員：和田アキ子
- 職探しの青年：せんだみつお
- 運転手：毒蝮三太夫
- 助手：城春樹
- 八百長主人・長七：美原亮
- 遊園地警備主任：小島三児
- 遊園地人形館の客：加藤治子（特別出演）
- 遊園地係長：幸英三
- ルンペン：林光一
- オカマ：青木卓
- 不審な男：沢田浩二

## スタッフ
- 監督：石井輝男
- 助監督：馬場昭格
- 脚本：石井輝男、山崎巌
- 企画：天尾完次、高村賢治
- 音楽：鏑木創
- 撮影：花沢鎮男
- 美術：藤田博
- 録音：内田陽造
- 照明：山口利雄
- 主題歌：「うつむいて歩こう」作詞・作曲・菊地秀行、編曲・高田弘、歌・愛川欽也（東芝レコード TP-20263）
- 挿入歌：「ルンペン・ブルース」作詞・奥山侊伸、作曲・編曲・高田弘、歌・愛川欽也（上記主題歌のB面）
- 製作：東映東京撮影所[1]

## 制作
1976年年頭1月7日の東映記者会見で、岡田茂社長が発表した1976年の製作方針では、ここの枠は岡田が企画していた今東光原作・由美かおる主演による『こつまなんきん』と発表されていた。同作は前年、『五月みどりのかまきり夫人の告白』がヒットしたことから、五月みどり主演第二弾として公表されていたが、五月は『首斬り浅』（『毒婦お伝と首切り浅』）にスライドされ（出演せず）、途中から岡田お気に入りの由美に主演を変更しポルノ度の強いものを構想したが、映画化されなかった。

### 企画
企画は愛川欽也。東映東京撮影所（以下、東映東京）の企画部長・天尾完次は東映京都撮影所時代に、岡田、石井と組んで異常性愛路線を推進したことがあり、また石井と組みたいと希望していた。岡田社長の命令で、鈴木則文とともに、岡田が閉鎖の構想を持っていた東映東京の徹底的なテコ入れのため、刺客として東映東京の企画部長として送り込まれ、天尾・鈴木のコンビで手掛けた「トラック野郎シリーズ」の大当たりで大きな成果を上げた。トラック野郎の企画を東映に持ち込んだのが愛川で、その功績から愛川が不遇時代にチャップリンの『街の灯』をベースに書いていたシナリオが映画化されることなった。

### 脚本
石井は「キンキンが張り切りすぎて、最初は自分のテレビの仲間で作ろうとして、テレビでコントを書いている人を集めて企画を持って来たけど、キンキンに『気持ちは分かるけど、これはダメだよ、映画としては成立しないよ』などと諭し、こちらでホンをまとめて、愛川も了承した」と話している。ルンペン役として出演する林光一をアドバイザーに起用。林はルンペン生活の体験をもとに『ルンペン学入門・放浪の詩』などの本を出していた。

### キャスティング
本作は主演の愛川だけでなく、脇を固める俳優陣も、殿山泰司、和田アキ子、せんだみつお、毒蝮三太夫といった豪華な顔ぶれとなっている。
また、ヒロイン・坂口良子は本作が映画デビュー作である。

## 作品の評価
"打倒寅さん"を長年の悲願として挙げた岡田東映社長が、「寅さん」を追い潰すために、なりふり構わず体当たりを決意して1976年上半期に敷いた悪名高き"健全喜劇・スポーツ映画路線"で、石井輝男監督が撮らされた無残な一本と山根貞男は評している。
斎藤正治は「ルンペンになっても、なぜか次々に職にありつく小才。この不況時代によくもまあ、という感すらするほど、職探しに長けている。つまりこの主人公には、ルンペンに徹する志がないのである」と評した。

## 影響
本作の公開後である1976年6月5日には、TBS『8時だョ!全員集合』にて、ドリフターズのメンバーがホームレスに扮した「ドリフのルンペン大将」という前半コントを放送していた。

## 同時上映
- 『新仁義なき戦い 組長最後の日』
  - 主演：菅原文太 / 監督：深作欣二

## ソフト化・テレビ放送
ビデオソフトは一般家庭にビデオが普及する前の1981年頃、東映芸能ビデオから4万9000円で発売されたことがあるのみで、その後一切再発売されていない。
CS放送局では2001年・2016年・2025年に東映チャンネルで、2005年にチャンネルNECOで放送が行われている。